# 中島盛昌
中島 盛昌（なかじま もりまさ）は、安土桃山時代から江戸時代前期にかけての旗本。

## 略歴
中島盛直の長男として誕生。父の家督を継いで徳川家康に仕え、のちに徳川忠長のもとに仕官し、郡代を務めるが、「事ありて」牢人となる。その後徳川家光に召されて再び幕府に仕官し旧領を回復。大番に列した。
死去後、牛込の保善寺に葬られた。子の盛直が家督を継いだ。

## 系譜
父母
- 中島盛直（父）

子女
- 中島盛直（長男）
- 富永守忠（次男） - 富永守次の養子
- 中島兵左衛門（三男）
- 筒井重治（四男） - 筒井重三の養子
- 富永守次室（長女）
- 名取長知室（次女）